# Acevedo (municipalité)
Pour les articles homonymes, voir Acevedo.
Acevedo est l'une des vingt-et-une municipalités de l'État de Miranda au Venezuela. Son chef-lieu est Caucagua. En 2011, la population s'élève à 87 371 habitants.

## Géographie

### Subdivisions
La municipalité est divisée en huit paroisses civiles avec, chacune à sa tête, une capitale (entre parenthèses) :
- Aragüita (Aragüita) ;
- Arévalo González (El Clavo) ;
- Capaya (Capaya) ;
- Caucagua (Caucagua) ;
- El Café (El Café) ;
- Marizapa (Marizapa) ;
- Panaquire (Panaquire) ;
- Ribas (Tapipa).